# Wojaki
Wojaki (Sturnellinae) – ponownie wyodrębniona podrodzina ptaka z rodziny kacykowatych (Icteridae).

## Zasięg występowania
Podrodzina obejmuje gatunki występujące w Ameryce.

## Systematyka
Do podrodziny należą następujące rodzaje:
- Sturnella
- Leistes